# Davidius monastyrskii
Davidius monastyrskii är en trollsländeart som beskrevs av Cuong 2005. Davidius monastyrskii ingår i släktet Davidius och familjen flodtrollsländor. IUCN kategoriserar arten globalt som otillräckligt studerad. Inga underarter finns listade i Catalogue of Life.